# Зубцово (Пельшемское сельское поселение)
Зубцово — деревня в Сокольском районе Вологодской области.
Входит в состав Пельшемского сельского поселения, с точки зрения административно-территориального деления — в Пельшемский сельсовет.
Расстояние по автодороге до районного центра Сокола — 38 км, до центра муниципального образования Марковского — 3 км. Ближайшие населённые пункты — Родионово, Тырыково, Хаминово, Мочалово.
По данным переписи в 2002 году постоянного населения не было.